# EN-225
A Estrada Nacional nº 225, mais conhecida pelo seu prefixo EN-225, é uma rodovia do tipo diagonal angolana, que liga o noroeste ao nordeste do país.
Segundo as disposições do plano nacional rodoviário, o primeiro trecho liga a comuna de Funda (município de Cacuaco), na província de Luanda, à vila de Camissombo (município de Lucapa), na província de Lunda Norte.
Com cerca de 1165 km de extensão, é um dos principais eixo entre o nordeste e o sudoeste do país, além de ser uma ligação importante para as províncias agrícolas do centro-norte da nação.
Não é pavimentada e nem concluída em toda a sua extensão. Grande parte do seu percurso ainda encontra-se com problemas herdados da Guerra Civil Angolana e da Guerra de Independência de Angola, como pavimentação asfáltica precária, pontes deterioradas e falta de sinalização.

## Traçado
O seu trajeto se dá num sentido noroeste-nordeste; saindo da comuna de Funda (município de Cacuaco), na província de Luanda, vai até a cidade de Panguila e o entroncamento de Sassalemba, onde cruza com a EN-100; após o entroncamento rodovia segue até os bairros de Porto Quipire e Açucareira, até chegar ao centro da cidade de Caxito, a capital da província do Bengo. Após Caxito, a rodovia chega ao entroncamento de Mabubas, seguindo até a cidade de Úcua. Ao deixar o Úcua, a EN-225 chega até as vilas de Quesso, Piri e Amélia. Esse trecho, de Funda à Amélia, é parte da histórica "Estrada do Café".
Da vila Amélia até Quibaxe a rodovia se sobrepõe com a EN-120, partindo dali até a região de Molungo, Quiage, Terreiro, Balongongo e Quiculungo. De Quiculungo segue até Gastão, onde torna-se sobreposta em rodovias provinciais do Cuanza Norte e na rodovia EN-140, até atingir as vilas de Camabatela e Cassule. De Cassule a rodovia segue até a vila de Cuale, onde atinge zonas precárias, passando pela vila do Caombo. Após o Caombo, quando atinge a vila de Caombo Camana, a rodovia se sobrepõe com estradas provinciais de Malanje e com a EN-160, até atingir a vila de Montalegre. De Montalegre a EN-225 vai até Milando e Iongo, quando segue até Cuango-Luzamba. A partir de Cuango-Luzamba, a rodovia toma o sentido nordeste, indo à Caungula, Camaxilo e Lubalo e Xaua. De Xaua a rodovia segue para Cuilo, Caluango, Munge e Luachumba, quando entra em trecho sobreposto com a EC-179, chegando a Capaia e Doege. A partir de Doege, a EN-225 vai para Caimbungo e Camissombo, seu termo final.